# Imorron och imorron och imorron
Imorron och imorron och imorron är en svensk dokumentärfilm från 1989 med regi och manus av Stig Björkman.

## Om filmen
Filmen premiärvisades den 6 februari på Hagabion i Göteborg och Folkets Bio i Stockholm och är 73 minuter lång. Den har även visats av Sveriges Television vid flera tillfällen. Filmen fick ett blandat mottagande i pressen.

## Handling
Filmen handlar om begreppet upprepning och genom tio personer med olika yrken skildras hur upprepning tar sig uttryck i olika situationer.

## Medverkande
- Kent Andersson – en skådespelare
- Maria Brändholm – en flicka på fabrik
- Wilhelm Carlsson – en regissör
- Thomas Di Leva – en sångare
- Maria Ericson – en skådespelare
- Katarina Eriksson – en balettelev
- Per Francke – en pensionerad journalist
- Agneta Huldén	– en flicka på fabrik
- Johan Jonasson – en gymnast
- Leena Muukki – en delfintränare
- Barbro "Lill-Babs" Svensson – en sångare
- Kaj Erixon
- Karin Falck
- Pia Jorås

### Fotnoter
1. 1 2 3  ”Imorron och imorron och imorron”. Svensk Filmdatabas. http://www.sfi.se/sv/svensk-filmdatabas/Item/?itemid=16984&type=MOVIE&iv=Basic&ref=/templates/SwedishFilmSearchResult.aspx?id%3d1225%26epslanguage%3dsv%26searchword%3dimorron+och%26type%3dMovieTitle%26match%3dBegin%26page%3d1%26prom%3dFalse. Läst 22 maj 2013.